# Stiełła Zacharowa
Stiełła Gieorgijewna Zacharowa, po mężu Chłus, ros. Стелла Георгиевна Захарова (ur. 12 lipca 1963 w Odessie) – radziecka gimnastyczka pochodzenia ukraińskiego. Mistrzyni olimpijska z Moskwy (1980), mistrzyni i trzykrotna wicemistrzyni świata, medalistka zawodów krajowych i międzynarodowych.
Poślubiła ukraińskiego piłkarza Wiktora Chłusa, z którym ma córkę i syna.

## Osiągnięcia
| Zawody                           | Rok                   | Konkurencja           | Konkurencja           | Konkurencja           | Konkurencja           | Konkurencja           | Konkurencja           |
| Zawody                           | Rok                   | VT                    | UB                    | BB                    | FX                    | wielobój ind.         | wielobój druż.        |
| Zawody międzynarodowe            | Zawody międzynarodowe | Zawody międzynarodowe | Zawody międzynarodowe | Zawody międzynarodowe | Zawody międzynarodowe | Zawody międzynarodowe | Zawody międzynarodowe |
| -------------------------------- | --------------------- | --------------------- | --------------------- | --------------------- | --------------------- | --------------------- | --------------------- |
| Igrzyska olimpijskie             | 1980                  | 12T QR                | 9T QR                 | 4T QR                 | 10T QR                | 8 QR                  | 1                     |
| Mistrzostwa świata               | 1981                  | 2                     |                       |                       |                       |                       | 1                     |
| Mistrzostwa świata               | 1979                  | 2                     |                       |                       |                       |                       | 2                     |
| Puchar Świata                    | 1980                  | 1                     | 5                     |                       | 2                     | 1                     |                       |
| Puchar Świata                    | 1979                  | 2                     | 3                     |                       | 2                     | 1                     |                       |
| Zawody krajowe                   |                       |                       |                       |                       |                       |                       |                       |
| Mistrzostwa Związku Radzieckiego |                       |                       |                       |                       |                       |                       |                       |
| 1981                             | 2                     |                       |                       |                       | 3                     |                       |                       |
| 1980                             | 2                     | 2                     |                       | 1                     | 2                     |                       |                       |
| 1979                             | 1                     | 5                     |                       | 4                     | 10                    | 4                     |                       |
| 1979                             |                       |                       |                       |                       | 7                     |                       |                       |